# Pallor
Pallor je znatelná ohraničená pobledlost kůže nebo sliznice vyvolaná nedostatkem hemoglobinu z důvodu nemoci, šoku, stresu anebo anémie. Nejvýrazněji se projevuji na tvářích a dlaních.
Její nástup může být pozvolný nebo náhlý. Mezi její příčiny patří migréna, bolest hlavy, hypoglykemie, anémie nebo spála.